# Alan Fowler
Alan Fowler (Rothwell, 20 november 1911 - Normandië, 10 juli 1944) was een Engels voetballer die in de jaren dertig uitkwam voor Leeds United en Swindon Town. Als soldaat vocht hij mee in de Operatie Overlord en sneuvelde hij aldaar in de strijd.

## Biografie
Fowler had net de overgang gemaakt van Leeds United naar Swindon Town in 1939 toen de Tweede Wereldoorlog uitbrak. Hij meldde zich aan voor het Britse leger en zou deel uit gaan maken van het Dorsetshire regiment. Tijdens de eerste oorlogsjaren speelde hij nog enkele voetbalwedstrijden, als oorlogsgast, voor onder andere Queens Park Rangers. Fowler nam niet met zijn regiment deel aan D-Day, maar enkele weken later vertrok hij alsnog naar Frankrijk om te vechten in Operation Jupiter. Op 10 juli werd Alan Fowler gedood door bommen van Britse bommenwerpers die te vroeg waren losgelaten. Dit kostte hem en verscheidene andere soldaten het leven. Hij ligt begraven op de militaire begraafplaats van Banneville-la-Campagne.